# Trilepida guayaquilensis
Espèce
Synonymes
- Leptotyphlops guayaquilensis 
Orejas-Miranda & Peters, 1970
- Tricheilostoma guayaquilensis 
(Orejas-Miranda & Peters, 1970)

Trilepida guayaquilensis est une espèce de serpents de la famille des Leptotyphlopidae.

## Répartition
Cette espèce est endémique d'Équateur.

## Étymologie
Son nom d'espèce, composé de guayaquil et du suffixe latin -ensis, « qui vit dans, qui habite », lui a été donné en référence au lieu de sa découverte, Guayaquil sur la côte Pacifique.

## Publication originale
- Orejas-Miranda & Peters, 1970 : Eine neue Schlankblindschlange (Serpentes: Leptotyphlopidae) aus Ecuador. Mitteilungen aus dem Zoologischen Museum in Berlin, vol. 46, p. 439-441.